# Azəryol Baku
Azəryol Baku, a właściwie Azəryol Bakı Voleybol Klubu; azerski klub siatkarski kobiet powstały w 2013 w Baku. Włodarze klubu odkupili licencję od VK Baku, który miał problemy finansowe. Klub występuje w azerskiej Superlidze. W sezonie 2013/14 drużyna zajęła miejsce Azərreyl Baku w Lidze Mistrzyń.

## Sukcesy
Mistrzostwa Azerbejdżanu:
- 2014
- 2015, 2017

## Zawodniczki

### Kadra w sezonie 2015/16
- 2.  Mareen Apitz
- 3.  Lauren Whyte
- 4.  Stephanie Niemer
- 5.  Malika Kanthong
- 6.  Kyla Richey
- 7.  Oksana Parxomenko
- 8.  Julia Karimowa
- 9.  Anna Stepaniuk
- 10.  Kinga Kasprzak
- 11.  Jekatierina Zhidkowa
- 12.  Şəfaqət Həbibova
- 14.  Edina Dobi
- 15.  Aynur Karimova
- 16.  Ceyran Əliyeva
- 17.  Janelle Sykes

### Kadra w sezonie 2014/15
- 1.  Lenka Dürr
- 2.  Kseniya Kovalenko
- 3.  Anastasiya Qurbanova
- 4.  Oksana Parxomenko
- 5.  Odina Əliyeva
- 6.  Jovana Brakočević
- 7.  Łora Kitipowa
- 9.  Andressa Picussa
- 10.  Anastasija Muzika
- 11.  Tabitha Love
- 12.  Jelena Nikolić
- 14.  Jekatierina Zhidkowa
- 16.  Ceyran Əliyeva
- 17.  Straszimira Filipowa

### Kadra w sezonie 2013/14
- 1.  Annerys Vargas
- 2.  Kseniya Kovalenko
- 4.  Oksana Parxomenko
- 5.  Odina Əliyeva
- 6.  Lisa Thomsen
- 8.  Natəvan Qasımova
- 9.  Chiara Di Iulio
- 10. Jana Matiasovska-Aghayeva
- 11. Jessica Jones
- 12. Valeriya Korotenko
- 14. Margareta Kozuch
- 15. Yusidey Silié
- 16. Akiko Ino
- 17. Polina Rəhimova